# Pistolet FEG PA-63
FÉG PA-63 – węgierski pistolet samopowtarzalny opracowany w zakładach Fegyver és Gépgyár. Produkowany od 1963 roku. Po 1966 roku PA-63 był dość szeroko eksportowany do innych krajów bloku wschodniego (między innymi NRD).
FÉG PA-63 jest w dużym stopniu wzorowany na Waltherze PP.